# Nidomyia cana
Nidomyia cana är en tvåvingeart som beskrevs av Papp 1998. Nidomyia cana ingår i släktet Nidomyia och familjen myllflugor.
Artens utbredningsområde är Ungern. Inga underarter finns listade i Catalogue of Life.